# Typhloiulus carniolensis
Typhloiulus carniolensis är en mångfotingart som beskrevs av Pius Strasser 1940. Typhloiulus carniolensis ingår i släktet Typhloiulus och familjen kejsardubbelfotingar. Inga underarter finns listade i Catalogue of Life.